# 高槻市立郡家小学校
高槻市立郡家小学校（たかつきしりつ ぐんげしょうがっこう）は、大阪府高槻市郡家新町にある公立小学校。
校区の宅地開発による児童数の増加により、1974年に高槻市立川西小学校より分離開校した。近隣には今城塚古墳があり、校章は今城塚古墳の形状と高槻市章を組み合わせて図案化したものとなっている。

## 沿革
- 1974年4月1日 - 高槻市立郡家小学校として現在地に開校。高槻市立川西小学校より分離。
- 1974年10月9日 - 第1回運動会。初めて校歌を全児童で合唱。（この日を創立記念日とする）
- 1992年4月 - 大阪府教育委員会から、外国人子女日本語指導の研究校に指定される。
- 1992年5月 - 文部省から、学校週5日制の研究校に指定される。
- 1997年4月 - 高槻市教育委員会から、コンピュータ教育の研究校に指定される。
- 2003年4月 - 高槻市教育委員会から、人権教育の研究校に指定される。
- 2004年4月 - 文部科学省から、道徳教育の研究校に指定される。
- 2007年4月 - 高槻市教育センターから、「豊かなこころを育む教育」の推進モデル校に指定される。

## 通学区域
- 高槻市 郡家新町、郡家本町、今城町、氷室町1丁目、宮田町3丁目の全域。
- 高槻市 幸町、朝日町のそれぞれ一部。
  - 卒業生は高槻市立第二中学校と高槻市立川西中学校の2校へ分かれて進学する。

## 交通
- 高槻市営バス 郡家新町バス停、福祉センター前バス停。
- 東海道本線（JR京都線） 摂津富田駅 北へ約2km。
- 阪急京都線 富田駅 北へ約2.5km。